# Estadi Nelson Mandela Bay
L'Estadi Nelson Mandela Bay és un estadi de futbol situat a Port Elisabeth a Sud-àfrica, que serà una de les seus de la Copa Africana de Nacions, i que fou seu també de la Copa del Món de futbol 2010 i on es disputaren cinc partits de la primera fase, un de vuitens, un de quarts i el partir pel tercer lloc. El propietari del camp és el Nelson Mandela Metropolitan Municipality. La seva capacitat total és de 46.500 espectadors. La seva inauguració és data el 7 de juny del 2009.
El nom de l'estadi és en honor del president del país i Premi Nobel de la Pau Nelson Mandela.
A partir de 2010 l'estadi també és la seu de la Eastern Province Rugby Union, disputant-s'hi molts partits de rugbi.

## Copa del món de futbol de 2010
Partits del torneig que es jugaren a l'estadi:
Primera fase
- 12 de juny: Corea del Sud - Grècia.
- 15 de juny: Costa d'Ivori - Portugal.
- 18 de juny: Alemanya - Sèrbia.
- 21 de juny: Xile - Suïssa.
- 23 de juny: Eslovènia - Anglaterra.

Vuitens de final
| Uruguai        | 2 - 1 | Corea del Sud      |
| -------------- | ----- | ------------------ |
| Suárez 8', 80' | Fitxa | Lee Chung-Yong 68' |

Quarts de final
| Països Baixos     | 2 - 1 | Brasil      |
| ----------------- | ----- | ----------- |
| Sneijder 53', 68' | Fitxa | Robinho 10' |

Tercer lloc
| Uruguai                 | 2 - 3 | Alemanya                              |
| ----------------------- | ----- | ------------------------------------- |
| Cavani 28' · Forlán 51' | Fitxa | Müller 19' · Jansen 56' · Khedira 82' |